# Clattercote
Clattercote är en by i civil parish Claydon with Clattercot, i distriktet Cherwell, i grevskapet Oxfordshire, i England. Byn är belägen 9 km från Banbury. Clattercot var en civil parish från 1858 till 1932 då den blev en del av Claydon with Clattercot. Civil parish hade 5 invånare år 1931.